# Johann von Specht
Johann Heinrich von Specht (* 10. Februar 1791 in Gulpen, Provinz Limburg; † 4. September 1850 in Kassel) war kurhessischer Generalmajor und Kommandeur der 1. Infanterie-Brigade.

## Leben
Johann von Specht entstammte dem niedersächsischen Adelsgeschlecht Specht und war ein Sohn des preußischen Majors Wilhelm von Specht (1769–1811) und dessen Ehefrau Jaqueline Vriithoff (1774–1837).
Er entschied sich wie sein Vater für eine militärische Laufbahn und kam in die Hessen-kasselsche Armee. Von 1808 bis 1813 war er in Diensten des Königreichs Westphalen, dessen Armee aus den königlichen Garden zu Fuß und zu Pferd, der Gendarmerie, einem Artillerieregiment, 8 Linieninfanterieregimentern, 4 leichten Bataillonen, 6 Kavallerieregimentern, 6 Veteranen- und 8 Departementskompanien (im Ganzen mehr als 30.000 Mann) bestand. Inzwischen zum Oberlieutenant befördert, wechselte er 1838 in die Hessen-kasselsche Armee und übernahm dort als Kommandeur das 3. Infanterie-Regiment Landgraf Carl. Diese Position hatte er bis 1840 inne, wurde Oberst und übernahm das Leibgarde-Regiment. 
1843 und von 1846 bis 1850 war er Generalauditor der hessischen Armee. In dieser Funktion war er Chef der Militärjustizverwaltung.
1845 zum Generalmajor ernannt, übernahm er im gleichen Jahr als Nachfolger von Carl Rieß von Scheurnschloß die 1. Infanterie-Brigade. Diese Aufgabe hatte er auch noch als Mitglied des General-Auditorats inne und war zeitgleich noch Zweiter Kommandant von Kassel.

### Familie
Seine Brüder waren der herzoglich-braunschweigische Kammerherr und Oberstleutnant Wilhelm Johann (1795–1869, ∞ Elise Johanne Scheerenberg (1792–1864)), Justizrat Friedrich von Specht (1803–1879) und der Landrat Jaques von Specht (1807–1878).
Am 1. März 1820 heiratete Johann  in Ziegenhain Louise Marie Wagner (1799–1849). Aus der Ehe
sind die Kinder Karl (1822–1899) und Luise (1829–1905, ∞ Justizrat Adolf Deckner) hervorgegangen.

### Auszeichnungen
- 1844 russischer St. Anna-Orden, II. Klasse
- 1845 preußischer Roter Adlerorden, II. Klasse
- Ritter der Königlich französischen Ehrenlegion[2]